# Liste der Kulturgüter von nationaler Bedeutung im Kanton Tessin
Diese Liste enthält alle national bedeutenden Kulturgüter (A-Objekte, geregelt in KGSV) im Kanton Tessin, die in der Ausgabe 2009 (Stand: 1. Januar 2018) des Schweizerischen Inventars der Kulturgüter von nationaler und regionaler Bedeutung vermerkt sind. Sie ist nach politischen Gemeinden sortiert; enthalten sind 150 Einzelbauten, 26 Sammlungen und 35 archäologische Fundstellen.

## Abkürzungen
- A: Archäologie
- Arch: Archiv
- B: Bibliothek
- E: Einzelobjekt
- M: Museum
- O: Mehrteiliges Objekt

## Inventar nach Gemeinde

### Acquarossa
| KGS-Nr. | Foto | Objektbezeichnung                   | Typ | Adresse                   | Koordinaten     |
| ------- | ---- | ----------------------------------- | --- | ------------------------- | --------------- |
| 05432   |      | Kirche San Remigio                  | E   | Corzoneso, Sentiero basso | 715957 / 144143 |
| 05527   |      | Palazzo del Pretorio (Landvogthaus) | E   | Lottigna, In Paéis        | 715584 / 147570 |
| 05690   |      | Kirche San Carlo di Negrentino      | E   | Prugiasco, Negrentino     | 714010 / 146789 |
| 10532   |      | Klosterruinen in Monastero          | A   | Corzoneso, Sentiero basso | 716450 / 143599 |
| 10549   |      | Casa dei Pagani in Boscone          | E   | Dongio                    | 716950 / 144109 |

### Airolo
| KGS-Nr. | Foto | Objektbezeichnung                                                 | Typ | Adresse           | Koordinaten     |
| ------- | ---- | ----------------------------------------------------------------- | --- | ----------------- | --------------- |
| 05226   |      | Forte Airolo                                                      | O   | Caserna           | 688272 / 153654 |
| 09056   |      | Gotthardpass: Hospiz, ehemalige Sust, ehemaliges Hospiz und Stall | O   | Gotthardpass      | 686510 / 156620 |
| 09079   |      | Forte Foppa                                                       | O   | Caserna di Dentro | 687771 / 154353 |
| 10516   |      | Prähistorische Siedlung auf dem Gotthardpass                      | A   | Alpe di Rodont    | 685700 / 158599 |
| 10517   |      | Prähistorische Siedlung und römische Nekropole bei Madrano        | A   | Motto Caslascio   | 691280 / 153449 |

### Alto Malcantone
| KGS-Nr. | Foto | Objektbezeichnung       | Typ | Adresse | Koordinaten     |
| ------- | ---- | ----------------------- | --- | ------- | --------------- |
| 05242   |      | Pfarrkirche San Michele | E   | Arosio  | 713131 / 100643 |

### Arbedo-Castione
| KGS-Nr. | Foto | Objektbezeichnung                   | Typ | Adresse            | Koordinaten     |
| ------- | ---- | ----------------------------------- | --- | ------------------ | --------------- |
| 05238   |      | Kirche San Paolo detta Chiesa Rossa | E   | Via del Carmagnola | 723529 / 118431 |

### Arogno
| KGS-Nr. | Foto | Objektbezeichnung         | Typ | Adresse         | Koordinaten    |
| ------- | ---- | ------------------------- | --- | --------------- | -------------- |
| 05240   |      | Pfarrkirche Santo Stefano | E   | Via alla Chiesa | 720173 / 90952 |

### Ascona
| KGS-Nr. | Foto | Objektbezeichnung                                             | Typ | Adresse                | Koordinaten     |
| ------- | ---- | ------------------------------------------------------------- | --- | ---------------------- | --------------- |
| 05248   |      | Casa Serodine                                                 | E   | Piazzetta San Pietro 4 | 702680 / 112342 |
| 05249   |      | Pfarrkirche Santi Pietro e Paolo                              | E   | Piazzetta San Pietro   | 702677 / 112369 |
| 05250   |      | Kirche Santa Maria della Misericordia und Collegio Papio      | O   | Via delle Cappelle 1   | 702915 / 112394 |
| 05251   |      | Balladrum (prähistorische/mittelalterliche Siedlung)          | A   |                        | 701260 / 112499 |
| 05253   |      | Kirche San Michele mit mittelalterlicher Burgruine            | A   | Via San Michele        | 702355 / 112234 |
| 08628   |      | Museo Epper                                                   | M   | Via Albarelle 14       | 703112 / 111921 |
| 08634   |      | Monte Verità: Museumsrundgang                                 | M   | Via Collina 78–84      | 702290 / 112758 |
| 08640   |      | Museo comunale d’arte (Fondazione Marianne Werefkin)          | M   | Via Borgo 34           | 702630 / 112448 |
| 09135   |      | Einfamilienhaus Tuia                                          | E   | Sentiero Roccolo 11    | 702671 / 112849 |
| 09136   |      | Villa Jacques und Christina Koerfer (Architekt Marcel Breuer) | E   | Via Ludwig 26          | 701053 / 112075 |
| 09389   |      | Teatro San Materno                                            | E   | Via Losone 3           | 703126 / 113073 |
| 10262   |      | Monte Verità: Hotel, Park, Häuser                             | O   | Via Collina 78–84      | 702290 / 112758 |

### Balerna
| KGS-Nr. | Foto | Objektbezeichnung                       | Typ | Adresse                | Koordinaten    |
| ------- | ---- | --------------------------------------- | --- | ---------------------- | -------------- |
| 05261   |      | Komplex der Stiftskirche San Vittore    | O   | Via Carlo Silva        | 721902 / 78778 |
| 05262   |      | Pontegana (mittelalterliche Burgruinen) | A O | Via Pontegana          | 722530 / 78050 |
| 10265   |      | Magazzini Generali                      | O   | Via Magazzini Generali | 722371 / 78521 |

### Bellinzona
| KGS-Nr. | Foto | Objektbezeichnung                                    | Typ  | Adresse                     | Koordinaten     |
| ------- | ---- | ---------------------------------------------------- | ---- | --------------------------- | --------------- |
| 05270   |      | Castelgrande                                         | E    | Salita Castelgrande         | 722275 / 116987 |
| 05271   |      | Castello di Montebello                               | E    | Via Artore 4                | 722599 / 116771 |
| 05272   |      | Castello di Sasso Corbaro                            | E    | Via Sasso Corbaro 44        | 722805 / 116435 |
| 05274   |      | Pfarrkirche San Biagio                               | E    | Ravecchia, Via San Biagio   | 722181 / 116125 |
| 05275   |      | Kirche Santa Maria delle Grazie und Kloster          | E    | Via Convento                | 722000 / 116135 |
| 05276   |      | Stiftskirche Santi Pietro e Stefano                  | E    | Piazza Collegiata           | 722376 / 116814 |
| 05278   |      | Teatro Sociale                                       | E    | Piazza Governo 11           | 722169 / 116728 |
| 05617   |      | Kirche San Bernardo                                  | E    | Monte Carasso               | 719570 / 117005 |
| 05618   |      | Festungsanlagen und Kirche Santi Trinità             | O    | Monte Carasso, Via Piedmú   | 719913 / 116333 |
| 05717   |      | Ehemaliges Bergwerk bei Carena                       | E    | Sant’Antonio                | 728460 / 114040 |
| 08565   |      | Staatliche ethnografische Sammlung                   | M    | Viale Stefano Franscini 30a | 721549 / 116928 |
| 08974   |      | Staatsarchiv des Kantons Tessin                      | A    | Viale Stefano Franscini 30a | 721549 / 116928 |
| 09029   |      | Öffentliche Badeanstalt                              | E    | Via Mirasole 20             | 721862 / 117563 |
| 09395   |      | Mittelschule                                         | E    | Via Luigi Lavizzari 28      | 722061 / 117379 |
| 09681   |      | Schlösser und Altstadt                               | A    |                             | 722350 / 116899 |
| 10266   |      | Murata und Befestigungen                             | O    | Via Murate                  | 721821 / 116944 |
| 10528   |      | Staatliche archäologische Sammlung                   | Arch | Viale Stefano Franscini 30a | 721549 / 116928 |
| 10534   |      | Nekropole                                            | A    | Gudo, Progero               | 716000 / 114350 |
| 10537   |      | San Defendente (mittelalterliche Siedlung)           | A    | Sementina                   | 719913 / 116333 |
| 11774   |      | Fortini della Fame (Festungsanlagen)                 | O    | Sementina                   | 719768 / 116265 |
| 11786   |      | Museum Castelgrande mit archäologischer Sammlung     | A M  | Salita Castelgrande         | 722275 / 116987 |
| 11787   |      | Museo Civico (Stadtmuseum) im Castello di Montebello | A M  | Via Artore 4                | 722599 / 116771 |

### Biasca
| KGS-Nr. | Foto | Objektbezeichnung           | Typ | Adresse            | Koordinaten     |
| ------- | ---- | --------------------------- | --- | ------------------ | --------------- |
| 05302   |      | Kirche Santi Pietro e Paolo | E   | Salita alle Chiese | 718126 / 135412 |
| 09096   |      | Zeughaus                    | O   | Via ai Grotti 28   | 718138 / 136025 |

### Bioggio
| KGS-Nr. | Foto | Objektbezeichnung                                        | Typ | Adresse          | Koordinaten    |
| ------- | ---- | -------------------------------------------------------- | --- | ---------------- | -------------- |
| 10518   |      | Römische Kultstätte und antike Siedlung von San Maurizio | A   | Via San Maurizio | 713650 / 96850 |

### Bissone
| KGS-Nr. | Foto | Objektbezeichnung         | Typ | Adresse      | Koordinaten    |
| ------- | ---- | ------------------------- | --- | ------------ | -------------- |
| 05321   |      | Pfarrkirche San Carpoforo | E   | Via Maroggia | 718455 / 89754 |

### Blenio
| KGS-Nr. | Foto | Objektbezeichnung       | Typ | Adresse | Koordinaten     |
| ------- | ---- | ----------------------- | --- | ------- | --------------- |
| 05650   |      | Pfarrkirche San Martino | E   | Olivone | 715284 / 154256 |

### Bosco/Gurin
| KGS-Nr. | Foto | Objektbezeichnung | Typ | Adresse | Koordinaten     |
| ------- | ---- | ----------------- | --- | ------- | --------------- |
| 08564   |      | Walserhaus        | E   |         | 680976 / 130077 |

### Breggia
| KGS-Nr. | Foto | Objektbezeichnung | Typ | Adresse            | Koordinaten    |
| ------- | ---- | ----------------- | --- | ------------------ | -------------- |
| 05350   |      | Casa Cantoni      | E   | Cabbio             | 724768 / 84254 |
| 10291   |      | Nevèra            | E   | Muggio, Alpe Genor | 723058 / 86695 |

### Brissago
| KGS-Nr. | Foto | Objektbezeichnung                                                                | Typ | Adresse                | Koordinaten     |
| ------- | ---- | -------------------------------------------------------------------------------- | --- | ---------------------- | --------------- |
| 05339   |      | Casa Baccalà                                                                     | E   | Vicolo al Castello     | 698403 / 108333 |
| 05340   |      | Chiesa della Madonna del Ponte                                                   | E   | Via Valmara            | 697926 / 107512 |
| 05341   |      | Wallfahrtskirche Santa Maria Addolorata del Sacro Monte di Brissago mit Kreuzweg | O   | Gradinata del Calvario | 697944 / 108529 |
| 05342   |      | Isole di Brissago und botanischer Garten                                         | A   | Isole di Brissago      | 700250 / 109849 |
| 08625   |      | Museo Leoncavallo                                                                | M   | Vicolo al Castello     | 698403 / 108333 |
| 10519   |      | Mittelalterliche Kultbauwerke                                                    | O   | Isole di Brissago      | 700250 / 109849 |

### Cademario
| KGS-Nr. | Foto | Objektbezeichnung                    | Typ | Adresse             | Koordinaten    |
| ------- | ---- | ------------------------------------ | --- | ------------------- | -------------- |
| 05353   |      | Pfarrkirche Sant’Ambrogio            | E   | Strada della Chiesa | 713044 / 97727 |
| 08659   |      | Pfarrkirche Sant’Ambrogio (Sammlung) | M   | Strada della Chiesa | 713044 / 97727 |
| 10520   |      | Necropole bei Forcora                | A   |                     | 711870 / 97150 |

### Campo (Vallemaggia)
| KGS-Nr. | Foto | Objektbezeichnung                                     | Typ | Adresse | Koordinaten     |
| ------- | ---- | ----------------------------------------------------- | --- | ------- | --------------- |
| 05361   |      | Pedrazzini-Häuser und Oratorium San Giovanni Battista | O   |         | 681389 / 126957 |
| 05362   |      | Pfarrkirche San Bernardo und Kreuzweg                 | E   |         | 681691 / 126888 |

### Capriasca
| KGS-Nr. | Foto | Objektbezeichnung                                      | Typ | Adresse                    | Koordinaten     |
| ------- | ---- | ------------------------------------------------------ | --- | -------------------------- | --------------- |
| 05531   |      | Kirche Santi Pietro e Paolo                            | E   | Lugaggia, Via Cantonale    | 718733 / 101044 |
| 05720   |      | Kloster Santa Maria Assunta                            | O   | Via Convento               | 716963 / 103409 |
| 05761   |      | Pfarrkirche Santi Antonio da Padova, Giacomo e Filippo | E   | Vaglio, Via alla Chiesa    | 717469 / 102268 |
| 08639   |      | Kloster Santa Maria Assunta (Museum)                   | M   | Via Convento               | 716963 / 103409 |
| 09683   |      | Torre di Redde (Turm und mittelalterliche Siedlung)    | A   | Vaglio                     | 717830 / 101215 |
| 10392   |      | Kirche Santo Stefano                                   | E   | Tesserete, Via alla Chiesa | 718143 / 102938 |

### Castel San Pietro
| KGS-Nr. | Foto | Objektbezeichnung               | Typ | Adresse         | Koordinaten    |
| ------- | ---- | ------------------------------- | --- | --------------- | -------------- |
| 05384   |      | Pfarrkirche Sant’Eusebio        | E   | Via alla Chiesa | 722026 / 79898 |
| 05385   |      | Kirche San Pietro und Burgruine | E   | Via al Ponte    | 722333 / 79796 |
| 05387   |      | Villa Turconi                   | E   | Via Loverciano  | 721465 / 80105 |

### Centovalli
| KGS-Nr. | Foto | Objektbezeichnung       | Typ | Adresse                   | Koordinaten     |
| ------- | ---- | ----------------------- | --- | ------------------------- | --------------- |
| 05665   |      | Pfarrkirche San Michele | E   | Palagnedra, Piazza Chiesa | 692042 / 112226 |

### Cevio
| KGS-Nr. | Foto | Objektbezeichnung | Typ | Adresse       | Koordinaten     |
| ------- | ---- | --- | --- | ------------- | --------------- |
| 05400   |      | Kirche San Maria del Ponte alla Rovana                                                                                    | E   | Rovana        | 689346 / 129739 |
| 05401   |      | Pretorio (Gemeindehaus)                                                                                                   | E   | Piazza        | 689561 / 130106 |
| 05402   |      | Case Franzoni (Palazzo Franzoni und Casa Respini-Moretti)                                                                 | O   | Cevio vecchia | 689549 / 130608 |
| 05403   |      | Pfarrkirche, mittelalterliches Gotteshaus des alten Cevio, Kirche S. Maria Assunta e S. Stefano mit Beinhaus und Portikus | A   | Cevio vecchia | 689615 / 130759 |
| 08566   |      | Museo di Valmaggia | M   | Cevio vecchia | 689549 / 130608 |
| 09273   |      | Casa Calanchini-Respini                                                                                                   | E   | Piazza        | 689541 / 130147 |

### Coldrerio
| KGS-Nr. | Foto | Objektbezeichnung           | Typ | Adresse        | Koordinaten    |
| ------- | ---- | --------------------------- | --- | -------------- | -------------- |
| 10531   |      | Paü di Coldrerio (Torfmoor) | A   | Via Campagnola | 720250 / 79300 |

### Collina d’Oro
| KGS-Nr. | Foto | Objektbezeichnung                                   | Typ | Adresse                      | Koordinaten    |
| ------- | ---- | --------------------------------------------------- | --- | ---------------------------- | -------------- |
| 05463   |      | Pfarrkirche Sant’Abbondio mit Beinhaus und Kreuzweg | O   | Gentilino, Via Sant’Abbondio | 715400 / 94083 |
| 05464   |      | Friedhof                                            | E   | Gentilino, Via ai Canvetti   | 715294 / 94149 |
| 05614   |      | Casa Camuzzi                                        | E   | Montagnola, Via Camuzzi      | 714728 / 93478 |

### Cugnasco-Gerra
| KGS-Nr. | Foto | Objektbezeichnung                 | Typ | Adresse                  | Koordinaten     |
| ------- | ---- | --------------------------------- | --- | ------------------------ | --------------- |
| 05441   |      | Oratorium Santi Anna e Cristoforo | E   | Cugnasco, Curogna        | 713292 / 115817 |
| 05442   |      | Oratorium San Martino             | E   | Cugnasco, Monti di Ditto | 711928 / 116073 |

### Faido
| KGS-Nr. | Foto | Objektbezeichnung                 | Typ | Adresse                      | Koordinaten     |
| ------- | ---- | --------------------------------- | --- | ---------------------------- | --------------- |
| 05409   |      | Kirche Santa Maria Assunta        | E   | Chiggiogna                   | 706326 / 147196 |
| 05410   |      | Kirche Sant’Ambrogio              | E   | Chironico, Strada Principale | 708019 / 142248 |
| 05411   |      | Torre Pedrini                     | E   | Chironico, Strada Principale | 708045 / 142229 |
| 05452   |      | Casa Selvini                      | E   | Via Canton Uri               | 704278 / 148433 |
| 05569   |      | Pfarrkirche San Siro              | E   | Mairengo                     | 703554 / 149536 |
| 05709   |      | Pfarrkirche Santi Lorenzo e Agata | E   | Rossura                      | 706452 / 148005 |

### Gambarogno
| KGS-Nr. | Foto | Objektbezeichnung              | Typ | Adresse                      | Koordinaten     |
| ------- | ---- | ------------------------------ | --- | ---------------------------- | --------------- |
| 05562   |      | Kirche San Carlo und Pfarrhaus | O   | Magadino, Salita alla Chiesa | 709584 / 111668 |
| 09125   |      | Villa Ghisler                  | E   | Magadino, Vicolo Tamaro 7    | 709541 / 111732 |

### Giornico
| KGS-Nr. | Foto | Objektbezeichnung               | Typ | Adresse  | Koordinaten     |
| ------- | ---- | ------------------------------- | --- | -------- | --------------- |
| 05470   |      | Kirche Santa Maria del Castello | O   | Castello | 710166 / 139874 |
| 05471   |      | Kirche San Nicolao              | E   | Rivascia | 710402 / 139803 |
| 05472   |      | Kirche San Pellegrino           | E   | Altirolo | 709468 / 141052 |
| 05473   |      | Torre di Attone                 | E   | Paese    | 710596 / 140099 |
| 10269   |      | Wasserkraftwerk Biaschina       | E   |          | 712322 / 137627 |
| 10455   |      | Ruinen                          | A O | Caslasc  | 710250 / 139019 |

### Lavizzara
| KGS-Nr. | Foto | Objektbezeichnung        | Typ | Adresse | Koordinaten     |
| ------- | ---- | ------------------------ | --- | ------- | --------------- |
| 10533   |      | Siedlung bei Mott d’Orei | A   | Fusio   | 693930 / 144149 |

### Lema
| KGS-Nr. | Foto | Objektbezeichnung                          | Typ | Adresse   | Koordinaten    |
| ------- | ---- | ------------------------------------------ | --- | --------- | -------------- |
| 05606   |      | Kirche Santo Stefano al Colle und Beinhaus | E   | Nucleo    | 709843 / 98098 |
| 08567   |      | Museo del Malcantone                       | M   | Via Museo | 710237 / 95578 |

### Locarno
| KGS-Nr. | Foto | Objektbezeichnung                                | Typ | Adresse                    | Koordinaten     |
| ------- | ---- | ------------------------------------------------ | --- | -------------------------- | --------------- |
| 05507   |      | Castello Visconteo                               | O   | Piazza Castello            | 704629 / 113847 |
| 05508   |      | Kirche San Francesco und ehemaliges Kloster      | O   | Piazza San Francesco 19    | 704507 / 113836 |
| 05509   |      | Kirche Santa Maria Assunta und Casa dei Canonici | O   | Via Cittadella             | 704660 / 114016 |
| 05510   |      | Kirche Santa Maria in Selva und Friedhof         | O   | Via Vallemaggia            | 704225 / 114052 |
| 08637   |      | Kommunale Pinakothek Casa Rusca                  | M   | Piazza Sant’Antonio        | 704482 / 114011 |
| 09266   |      | Casorella                                        | E   | Via Bartolomeo Rusca 5     | 704642 / 113885 |
| 09490   |      | Grundschule Saleggi                              | E   | Via delle Scuole           | 704675 / 113221 |
| 09491   |      | Mittelschule                                     | E   | Via Dr. Giovanni Varesi 30 | 704788 / 113356 |
| 11762   |      | Kantonsbibliothek Locarno                        | B   | Via Cappuccini 12          | 704775 / 114174 |
| 11788   |      | Museo civico e archeologico                      | A M | Piazza Castello            | 704629 / 113847 |

### Losone
| KGS-Nr. | Foto | Objektbezeichnung | Typ | Adresse        | Koordinaten     |
| ------- | ---- | ----------------- | --- | -------------- | --------------- |
| 09492   |      | Mittelschule      | E   | Via Primore 13 | 702597 / 113846 |

### Lugano
| KGS-Nr. | Foto | Objektbezeichnung                               | Typ  | Adresse                      | Koordinaten     |
| ------- | ---- | ----------------------------------------------- | ---- | ---------------------------- | --------------- |
| 05235   |      | Kantonsbibliothek Lugano (Gebäude)              | E    | Viale Carlo Cattaneo 6       | 717822 / 95884  |
| 05355   |      | Pfarrkirche Sant’Agata                          | E    | Cadro, Via dei Circoli       | 719813 / 100574 |
| 05372   |      | Kirche Santi Giorgio e Andrea und Gemeindehaus  | E    | Carona, Piazza della Chiesa  | 716156 / 90765  |
| 05373   |      | Kirche Madonna d’Ongero                         | E    | Carona, Via Madonna d’Ongero | 715250 / 89967  |
| 05375   |      | Kirchenbezirk Santa Maria Assunta di Torello    | O    | Carona, Torello              | 714288 / 89487  |
| 05379   |      | Villa Favorita und Park                         | O    | Castagnola, Via Cortivo      | 719292 / 95454  |
| 05532   |      | Kathedrale San Lorenzo                          | E    | Via Cattedrale               | 716962 / 95909  |
| 05533   |      | Kirche Santa Maria degli Angioli                | E    | Piazza Bernardino Luin 4     | 717009 / 95399  |
| 05534   |      | Villa Ciani mit öffentlichem Park               | O    | Viale Carlo Cattaneo         | 717580 / 95926  |
| 05537   |      | Palazzo Riva                                    | E    | Via Francesco Soave 9        | 717104 / 95892  |
| 05539   |      | Palazzo Riva                                    | E    | Via Massimiliano Magatti 2   | 717267 / 95859  |
| 05540   |      | Palazzo Riva                                    | E    | Via Pretorio 7               | 717190 / 96032  |
| 05545   |      | Kirche San Rocco                                | E    | Piazzetta San Rocco 1        | 717379 / 95913  |
| 05554   |      | Palazzo Civico (Rathaus)                        | E    | Piazza della Riforma         | 717172 / 95792  |
| 05742   |      | Propsteikirche San Giovanni Battista a Corcaréi | E    | Sonvico, Fanciuria           | 720125 / 101900 |
| 05743   |      | Oratorium San Martino                           | E    | Sonvico                      | 720085 / 102360 |
| 08626   |      | Kantonales Kunstmuseum                          | M    | Via Canova 10                | 717327 / 95886  |
| 08627   |      | Städtisches Kunstmuseum (in der Villa Ciani)    | M    | Viale Carlo Cattaneo         | 717580 / 95926  |
| 08644   |      | Kantonales Naturhistorisches Museum             | M    | Viale Carlo Cattaneo 4       | 717863 / 95969  |
| 08799   |      | Schweizer Nationalphonothek                     | Arch | Via Soldino 9                | 716291 / 96056  |
| 09158   |      | Dokumentations- und Archivzentrum von RTSI      | Arch | Via Guglielmo Canevascini    | 716114 / 96314  |
| 09310   |      | Bibliothek Salita dei Frati                     | B    | Salita dei Frati 4           | 717005 / 96306  |
| 09347   |      | Kantonsbibliothek Lugano (Sammlung)             | B    | Viale Carlo Cattaneo 6       | 717822 / 95884  |
| 10282   |      | Friedhofskomplex                                | O    | Via Trevano                  | 717843 / 97626  |
| 10283   |      | Palazzo und Cinema Corso                        | E    | Via Pioda                    | 717375 / 96096  |

### Maggia
| KGS-Nr. | Foto | Objektbezeichnung                           | Typ | Adresse     | Koordinaten     |
| ------- | ---- | ------------------------------------------- | --- | ----------- | --------------- |
| 05563   |      | Kirche Santa Maria delle Grazie in Campagna | E   | La Cantonál | 698355 / 121835 |

### Magliaso
| KGS-Nr. | Foto | Objektbezeichnung       | Typ | Adresse         | Koordinaten    |
| ------- | ---- | ----------------------- | --- | --------------- | -------------- |
| 10393   |      | Castello di San Giorgio | E   | Via San Giorgio | 712351 / 93861 |

### Massagno
| KGS-Nr. | Foto | Objektbezeichnung   | Typ | Adresse         | Koordinaten    |
| ------- | ---- | ------------------- | --- | --------------- | -------------- |
| 09146   |      | Wohnblock Albairone | E   | Via Ceresio 5–9 | 716389 / 96350 |

### Melano
| KGS-Nr. | Foto | Objektbezeichnung              | Typ | Adresse          | Koordinaten    |
| ------- | ---- | ------------------------------ | --- | ---------------- | -------------- |
| 05577   |      | Kirche Madonna del Castelletto | E   | Via alla Madonna | 720385 / 86538 |

### Mendrisio
| KGS-Nr. | Foto | Objektbezeichnung                                                           | Typ | Adresse                       | Koordinaten    |
| ------- | ---- | --------------------------------------------------------------------------- | --- | ----------------------------- | -------------- |
| 05503   |      | Casa Museo Vela                                                             | E   | Ligornetto, Via Vincenzo Vela | 717384 / 80286 |
| 05581   |      | Villa mit Mosaik in San Maria in Borgo                                      | A   | Via Santa Maria               | 720350 / 81230 |
| 05582   |      | Kirche San Martino                                                          | A   | Via San Martino               | 719770 / 81995 |
| 05583   |      | Kirche San Giovanni, Kloster, Oratorium Santa Maria                         | O   | Via Vecchio Ginnasio 30       | 720317 / 81312 |
| 05584   |      | Palazzo Pollini                                                             | E   | Via Portico Virunio           | 720230 / 80947 |
| 05585   |      | Palazzo Torriani                                                            | E   | Via Paolo Torriani 1          | 720339 / 81086 |
| 05586   |      | Casa Croci                                                                  | E   | Via Municipio 13              | 720176 / 81186 |
| 05590   |      | Kirche San Sisinio alla Torre                                               | E   | Via alla Torre                | 720420 / 80860 |
| 05595   |      | Villa Argentina                                                             | E   | Largo Bernasconi 2            | 720076 / 80711 |
| 05600   |      | Kirche San Silvestro                                                        | E   | Meride, Salita San Silvestro  | 717259 / 83395 |
| 08631   |      | Museo Vincenzo Vela                                                         | M   | Ligornetto, Via Vincenzo Vela | 717384 / 80286 |
| 08633   |      | Kantonale Pinakothek Giovanni Züst                                          | M   | Rancate, Via Pinacoteca Züst  | 718809 / 81106 |
| 10456   |      | Mittelalterliche Siedlung und sporadische prähistorische Funde bei Castello | A   | Tremona                       | 718100 / 82650 |
| 10550   |      | Casa dei Pagani Tre Buchi                                                   | E   | Salorino                      | 720430 / 82050 |

### Mezzovico-Vira
| KGS-Nr. | Foto | Objektbezeichnung       | Typ | Adresse           | Koordinaten     |
| ------- | ---- | ----------------------- | --- | ----------------- | --------------- |
| 05603   |      | Oratorium Sant’Ambrogio | E   | Via alla Stazione | 715551 / 106243 |
| 05604   |      | Kirche San Mamete       | E   | Via San Mamete    | 714699 / 105567 |

### Minusio
| KGS-Nr. | Foto | Objektbezeichnung                                   | Typ | Adresse   | Koordinaten     |
| ------- | ---- | --------------------------------------------------- | --- | --------- | --------------- |
| 05609   |      | Ca’ di Ferro und Oratorium Vergine dei Sette Dolori | O   | Rivaplana | 706921 / 114709 |

### Monteceneri
| KGS-Nr. | Foto | Objektbezeichnung         | Typ | Adresse  | Koordinaten     |
| ------- | ---- | ------------------------- | --- | -------- | --------------- |
| 10301   |      | Landessender Monte Ceneri | E   | Rivera   | 714213 / 110933 |
| 10561   |      | Burgruine Santa Sofia     | E   | Bironico | 715790 / 108340 |

### Morbio Inferiore
| KGS-Nr. | Foto | Objektbezeichnung                               | Typ | Adresse               | Koordinaten    |
| ------- | ---- | ----------------------------------------------- | --- | --------------------- | -------------- |
| 05624   |      | Wallfahrtskirche Santa Maria dei Miracoli       | E   | Salita alla Basilica  | 722416 / 79240 |
| 09495   |      | Mittelschule                                    | E   | Via Stefano Franscini | 723191 / 78432 |
| 11700   |      | Villa Valsangiacomo (archäologische Fundstelle) | A   | Via Vincenzo Vela     | 722880 / 78002 |

### Morcote
| KGS-Nr. | Foto | Objektbezeichnung                                          | Typ | Adresse                | Koordinaten    |
| ------- | ---- | ---------------------------------------------------------- | --- | ---------------------- | -------------- |
| 05628   |      | Pfarrkirche Santa Maria del Sasso                          | O   | Sentee de la Gesa      | 714466 / 86795 |
| 05629   |      | Oratorium Sant’Antonio da Padova, Pfarrhaus und Freitreppe | O   | Sentee de la Gesa      | 714466 / 86795 |
| 05632   |      | Monumentalfriedhof                                         | E   | Sentee dal Porcelin    | 714513 / 86868 |
| 09496   |      | Parco Scherrer                                             | E   | Riva di Pilastri       | 714210 / 86901 |
| 10290   |      | Kapelle Sant’Antonio Abate mit Freitreppe                  | O   | Strecia da Sant’Antoni | 714457 / 86732 |

### Muralto
| KGS-Nr. | Foto | Objektbezeichnung        | Typ | Adresse                                  | Koordinaten     |
| ------- | ---- | ------------------------ | --- | ---------------------------------------- | --------------- |
| 05639   |      | Stiftskirche San Vittore | E   | Via San Vittore                          | 705530 / 114403 |
| 10293   |      | Grand Hotel              | E   | Via Sempione 15–17                       | 705045 / 114329 |
| 10535   |      | Vicus                    | A   | via della Collegiata / via del Municipio | 705380 / 114449 |

### Onsernone
| KGS-Nr. | Foto | Objektbezeichnung   | Typ | Adresse                | Koordinaten     |
| ------- | ---- | ------------------- | --- | ---------------------- | --------------- |
| 05424   |      | Palazzo della Barca | E   | Comologno              | 687832 / 117595 |
| 08653   |      | Museo Onsernonese   | M   | Loco, Strada Cantonale | 695239 / 117520 |

### Orselina
| KGS-Nr. | Foto | Objektbezeichnung                                                       | Typ | Adresse       | Koordinaten     |
| ------- | ---- | ----------------------------------------------------------------------- | --- | ------------- | --------------- |
| 05661   |      | Madonna del Sasso: Sacro Monte, Verkündigungskirche, Kloster und Museum | O   | Via Santuario | 704659 / 114650 |
| 11764   |      | Museo del Sacro Monte                                                   | M   | Via Santuario | 704659 / 114650 |

### Personico
| KGS-Nr. | Foto | Objektbezeichnung           | Typ | Adresse   | Koordinaten     |
| ------- | ---- | --------------------------- | --- | --------- | --------------- |
| 10295   |      | Elektrizitätswerk Biaschina | E   | Ai Grotti | 714675 / 135929 |

### Ponte Capriasca
| KGS-Nr. | Foto | Objektbezeichnung         | Typ | Adresse         | Koordinaten     |
| ------- | ---- | ------------------------- | --- | --------------- | --------------- |
| 05674   |      | Pfarrkirche Sant’Ambrogio | E   | Via alla Chiesa | 716909 / 102294 |

### Prato (Leventina)
| KGS-Nr. | Foto | Objektbezeichnung | Typ | Adresse | Koordinaten     |
| ------- | ---- | ----------------- | --- | ------- | --------------- |
| 10297   |      | Altes Zollhaus    | A E |         | 700800 / 149309 |

### Pura
| KGS-Nr. | Foto | Objektbezeichnung                | Typ | Adresse | Koordinaten    |
| ------- | ---- | -------------------------------- | --- | ------- | -------------- |
| 10536   |      | Kultstätte auf den Monti Mondini | A   |         | 709840 / 94020 |

### Quinto
| KGS-Nr. | Foto | Objektbezeichnung                             | Typ | Adresse | Koordinaten     |
| ------- | ---- | --------------------------------------------- | --- | ------- | --------------- |
| 05693   |      | Pfarrkirche Santi Pietro e Paolo (mit Krypta) | A E | Nucleo  | 697666 / 151870 |

### Riva San Vitale
| KGS-Nr. | Foto | Objektbezeichnung        | Typ | Adresse            | Koordinaten    |
| ------- | ---- | ------------------------ | --- | ------------------ | -------------- |
| 05700   |      | Baptisterium S. Giovanni | E   | Via Settala        | 718910 / 84825 |
| 05701   |      | Kirche S. Croce          | E   | Via Santa Croce    | 718816 / 85070 |
| 09144   |      | Casa Bianchi             | E   | Via Formeggie 6    | 718763 / 86231 |
| 09272   |      | Palazzo della Croce      | E   | Piazza Valleggio 6 | 718833 / 85024 |

### Rovio
| KGS-Nr. | Foto | Objektbezeichnung     | Typ | Adresse         | Koordinaten    |
| ------- | ---- | --------------------- | --- | --------------- | -------------- |
| 05710   |      | Oratorium San Vigilio | E   | Via San Vigilio | 719890 / 87987 |

### Serravalle
| KGS-Nr. | Foto | Objektbezeichnung                                   | Typ | Adresse                | Koordinaten     |
| ------- | ---- | --------------------------------------------------- | --- | ---------------------- | --------------- |
| 05570   |      | Pfarrkirche San Martino mit Beinhaus und Kirchplatz | O   | Malvaglia, Zona Chiesa | 718808 / 140302 |
| 05572   |      | Casa dei Pagani                                     | E   | Malvaglia              | 718960 / 141119 |
| 05725   |      | Pfarrkirche Santa Maria Assunta und Beinhaus        | O   | Semione, Via Cantonale | 717898 / 140765 |
| 05726   |      | Burgruine Serravalle                                | A O | Semione, Campagnora    | 717962 / 141253 |
| 05727   |      | Oratorium Santa Maria Bambina a Navone              | E   | Semione, Navone        | 717038 / 141527 |

### Terre di Pedemonte
| KGS-Nr. | Foto | Objektbezeichnung                                              | Typ | Adresse | Koordinaten     |
| ------- | ---- | -------------------------------------------------------------- | --- | ------- | --------------- |
| 05752   |      | Burg, sporadische prähistorische Funde und römische Strukturen | A   | Tegna   | 701200 / 116249 |

### Vezia
| KGS-Nr. | Foto | Objektbezeichnung                                      | Typ | Adresse         | Koordinaten    |
| ------- | ---- | ------------------------------------------------------ | --- | --------------- | -------------- |
| 05764   |      | Villa Negroni mit Park                                 | A O | Via Morosini    | 715945 / 98491 |
| 10515   |      | San Martino (mittelalterliche Siedlung und Kultstätte) | A   | Via San Martino | 716310 / 98310 |